# Fabriciana siciliensis
Fabriciana siciliensis är en fjärilsart som beskrevs av Reuss 1926. Fabriciana siciliensis ingår i släktet Fabriciana och familjen praktfjärilar. Inga underarter finns listade i Catalogue of Life.